# تازه‌کند داودلو (هوراند)
تازه‌کند داودلو (به ترکی آذربایجانی: تزه کَت)یکی از روستاهای استان آذربایجان شرقی است که در شهرستان هوراند بخش آبش احمد واقع شده‌است. این روستا ۱۲۸ نفر جمعیت دارد.